# Arthrosaura synaptolepis
Arthrosaura synaptolepis — вид ящірок родини гімнофтальмових (Gymnophthalmidae). Ендемік Венесуели.

## Поширення і екологія
Arthrosaura synaptolepis мешкають на Гвіанському нагір'ї, у венесуельському штаті Амасонас на кордоні з Бразилією, де були зафіксовані на схилах гір Небліна і Піко-Тамакуарі. Вони живуть на вершинах тепуїв, серед гранітних скель. Зустрічаються на висоті від 1200 до 1450 м над рівнем моря.